# 二十七宿
二十七宿（にじゅうしちしゅく、にじゅうななしゅく）とは、星宿の分割法の一つである。江戸時代初期（1685年）に全廃された。月の見かけの通り道である白道を27のエリアに等分割したものである。単に古法という場合がある。二十八宿・十二直などと共に使用されることが多い。インド占星術・天文学ではナクシャトラという。

## 概要
天体の位置を表すのに使われ、その流れを汲む宿曜道の基本要素となっている。
二十七宿は中国が起源である二十八宿から派生したものであり、二十八宿は二十七宿よりも歴史が古いという説があり、二十八宿は中国にて誕生し、使用されていたが、インドへ伝わった後にヒンドゥー教の牛を神聖な存在とする宗教上理由から牛宿が除外され、バビロニア占星術などが関連した上で二十七宿となって中国に戻ってきたという。
また二十七宿は物理的な整合性が欠如しており、二十八宿がホロスコープなどの月の動きと連動している事に対し、二十七宿では牛宿が存在しないために月の動きとズレが生じる。
大蔵経に含まれる『摩登伽経』において、二十八宿と同じ漢字名が割り振られた。
ちなみに27という数字は、月の天球に対する公転周期である27.32日に由来する。一日の間に月は1つのエリアを通過すると言うわけである。
古星法の元祖であるインドでは宿曜経や智論などが二十七宿に属していた。日本では平安時代頃より日本の暦（宣明暦）の暦注の一つであった。江戸幕府天文方渋川春海による貞享2年（1685年）の改暦によって全廃された。代わりに取り入れられたのが中国を起源とする二十八宿である。改暦後の貞享暦は別名を大和暦ともいい、日本人（渋川）が独自で開発した暦法として知られるが、星宿に関しては反対に中国流を取り入れた。暦注そのものは明治改暦により廃止された。後に暦の発行が民間に解禁されてからは二十七宿・二十八宿のどちらを使用しても咎められることがなくなっていた。
1941年に高野山大学出版部が発行した森田龍遷著『密教占星法』では「二十七宿が正当でこちらを使用するべき」と様々な文献を上げて解説しており、寺院仏閣が発売している多くの暦はこの著書に基づき、二十七宿で記載されていることが多いが、上記の通り、二十七宿は日本で二十八宿よりも先に使用されていたというだけであり、歴史が長く先に誕生して使用されていたのは二十八宿である。

## 直日決定法
占いの対象となる特定の日が、どの宿に該当するかを調べるには、以下に述べる「直日決定法」による。
中国または日本の旧暦（太陽太陰暦）における月日が決まれば、自動的に二十七宿が決定される。
| 旧暦9月1日  | 氐 |
| 旧暦10月1日 | 心 |
| 旧暦11月1日 | 斗 |
| 旧暦12月1日 | 虚 |
| 旧暦正月1日 | 室 |
| 旧暦2月1日  | 奎 |
| 旧暦3月1日  | 胃 |
| 旧暦4月1日  | 畢 |
| 旧暦5月1日  | 参 |
| 旧暦6月1日  | 鬼 |
| 旧暦7月1日  | 張 |
| 旧暦8月1日  | 角 |

各月の朔日の宿は以上の通りであり、後は日の分だけ進ませればよい。同一の月の中では宿を1つずつ進めていくが（旧暦で）、翌月への移行時には上表に従うため、宿を飛ばしたり、同じ宿が続いたりすることがある。以上の手法は単に「古法」とも呼ばれることがある。この二十七宿は歳時記や日常生活にも多く影響を及ぼしており、年末の煤払いを12月13日に行うのは、上表の通り、旧暦12月13日の二十七宿がよろずのことに吉とされる「鬼」であったためである。暦の「鬼」の日の暦注下段には鬼宿日（きしゅくび）、あるいはきしく日と特記される。鬼宿日は「七箇の善日」の一つである。
インドの暦では必ず以下の対応がある。
| 満月時に月が以下の宿にあると | インド暦月日は               |
| 表1                          | 表1                          |
| ---------------------------- | ---------------------------- |
| クリッティカー               | クリッティカー月15ティティ日 |
| ムリガシラー                 | ムリガシラー月15ティティ日   |
| プシャー                     | プシャー月15ティティ日       |
| マガー                       | マガー月15ティティ日         |
| ウッタラ・パールグニー       | パールグナ月15ティティ日     |
| チトラー                     | チャイトラ月15ティティ日     |
| ヴィシャーカー               | ヴィシャーカー月15ティティ日 |
| ジェーシュター               | ジェーシュター月15ティティ日 |
| 表2                          |                              |
| シュラヴァナ                 | シュラヴァナ月15ティティ日   |
| プールヴァ・バードラパダー   | バードラパダー月15ティティ日 |
| アシュヴィニー               | アシュヴィニー月15ティティ日 |

上記の2つの表は中国旧暦15日が満月である限り（そうなる場合が多い）、全く同じことを言っている。
ティティの15日は必ず満月である。そして
| 氐日から14日後 | 昴 |
| 心日から14日後 | 觜 |
| 斗日から14日後 | 鬼 |
| 虚日から14日後 | 星 |
| 室日から14日後 | 翼 |
| 奎日から14日後 | 角 |
| 胃日から14日後 | 氐 |
| 畢日から14日後 | 心 |
| 参日から14日後 | 箕 |
| 鬼日から14日後 | 女 |
| 張日から14日後 | 室 |
| 角日から14日後 | 婁 |

という関係が必ず成立するからである。チャイトラ月が中国暦の2月に当たる。
インド暦においてシャカ族の暦の伝統を受け継ぐ暦ではチャイトラ月が新年（1月）となるが、すべての地方の暦でそうなっているわけではない。二十七宿はインド占星術の十二宮と密接な関係があるが、西洋占星術の十二宮とは直接の関係はないため、西洋占星術の星座をそのまま当てはめるべきではないとの意見がある。ソフトウェア「Stargazer」の宿曜経の実位置モードはこの過ちを犯している。
| 漢訳名             | 梵名                       | 直日に生まれた人の性格 |
| ------------------ | -------------------------- | --- |
| 畢宿 長育宿        | アシュヴィニー             | 財産・子供に恵まれる。聡明で施しを好む。性格は頑固で口数が少ない。ゆったりとした動作。礼儀に適った身のこなしをしている。                                                               |
| 觜宿 鹿首宿        | バラニー                   | 徳行高く、慎み深い。薬に頼りがち。普段は無口で軽率な行動はしない。他者を思い、法を重んじる。                                                                                           |
| 参宿 生眚宿        | クリティッカー             | 猛悪。怒りやすく口が悪い。事を為すに当たり、決心強固で怯む事がない。 |
| 井宿 増財宿        | ローヒニー                 | 金銭の出入りが激しい。尊敬・称賛を受ける事を好み、立身出世欲が強い。病気がちであるが子供には多く恵まれる。軽率で人情味に欠ける。                                                       |
| 鬼宿 熾盛宿        | ムリガシラー               | 最も恵まれた生まれ。見た目も端正で心に邪が無い。妻妾に恵まれる。 |
| 柳宿 不観宿        | アールドラー               | 外見は眠たげな顔付きだが、内心は強情で怒りやすく、人を欺く事がある。施しを好むが、他人の物を奪う事もある。物事に熱中しやすい。                                                         |
| 星宿 土地宿        | プナルヴァスー             | 家畜・財産・奴僕に恵まれる。知性的で評判が良いが、悪知恵も働く。神を祀る事を好む。 |
| 張宿 前徳宿        | プシャー                   | 妻妾は多いが、子供は少ない。言葉が巧みで人の心を掴み、他者に愛される。自分自身ではあまり財産を築けないが、相続・暖簾分けなどで財産を譲り受ける。智恵は回るが、あまり実行には移さない。 |
| 翼宿 北徳宿        | アシュレーシャー           | 乗り物や音楽を好む。言葉遣いは穏やか。 |
| 軫宿 象宿          | マガー                     | 財産を築く。よく旅をし、乗り物を好む。性格は嫉妬深い。器用で物事を手際良くこなす。あまり病気にならない。                                                                               |
| 角宿 彩画宿        | プールヴァ・パールグニー   | 教典などをよく学ぶ。動物を多く飼う。手先が器用で人情に厚い。子供は男子3人に恵まれる。                                                                                                  |
| 亢宿 善元宿        | ウッタラ・パールグニー     | 人に先んじ、言葉が巧み。資産を形成し、家を繁栄させる。 |
| 氐宿 善格宿        | ハスタ                     | 神仏を祀る事を好む。善良で王侯・君主の寵愛を受ける。財産に富む。知性的。 |
| 房宿 悦可宿        | チトラー                   | 威厳がある。子供や財産に多く恵まれ、家を繁栄させる。 |
| 心宿 尊長宿        | スヴァーティー             | 幸運。多くの人々に愛され、君主に厚遇される。悪を挫き、善を奨める。 |
| 尾宿 根元宿        | ヴィシャーカー             | 財産・食物に恵まれる。性格は頑固で闘争を好む。他者から財産を得る。 |
| 箕宿 前魚宿        | アヌラーダー               | 商才があり、金儲けが得意。利他の精神があり、他者のために苦労を厭わない。酒飲みで女好き。やや病気がち。                                                                                 |
| 斗宿 北魚宿        | ジェーシュター             | 神仏を祀る事・乗馬・願い事・野山を好む。善き友に恵まれる。器用で才能があり、金持ち。                                                                                                   |
| 女宿 沙栴宿 耳聡宿 | ムーラ                     | 病気になりにくく健康に恵まれる。施しを好み、法・秩序を重んじ、勤勉。祖先を敬う。 |
| 虚宿 貪財宿        | プールヴァ・シェーダー     | 財産・食物に困らない。王侯・君主の寵愛を受け、神を祀る事を好む。一生幸せに過ごせる。                                                                                                   |
| 危宿 百毒宿        | ウッタラ・シェーダー       | 酒色に耽る事がある。物怖じしない性格で打たれ強く、怒りやすい。人付き合いはあまり長続きしない。医学・薬学に適性あり。                                                                   |
| 室宿 前賢迹宿      | シュラヴァナ               | 猛々しく怒りやすい性格。略奪を好む。無慈悲。 |
| 壁宿 北賢迹宿      | ダニシュター               | 王侯・君主の寵愛を受ける。子供に多く恵まれる。慎み深い性格で布施を好み、神々や先祖を敬う。学問をよく修める。                                                                           |
| 奎宿 流灌宿        | シャタビシャー             | 家業を継いで成功し、財を成す。金の出入りが激しく遊び好きだが、最終的には財を得る。布施を好む。家畜・子孫などの財産に恵まれ、教典にも精通。                                             |
| 婁宿 馬師宿        | プールヴァ・バードラパダー | 多芸多才。病気になりにくく、医術の才能あり。使用人・土地を多く持つ。君主に真面目に仕える。施しを好み、人付き合いはそう悪くないが、親密になる事はない。                                 |
| 胃宿 長息宿        | ウッタラ・バードラパダー   | 頑固者・性悪・短気。酒・肉を好む。嘘つきで他人の物を奪い、乱暴者で敵が多い。子孫・使用人・部下に多く恵まれる。                                                                         |
| 昴宿 名称宿        | レヴァティー               | 善行を心掛ける。学問に励み、身なりがきちんとしている。強情で弁舌が巧み。多くの子供に恵まれる。                                                                                         |